# New Masada Quartet, Volume 3
New Masada Quartet, Volume 3: Live at Roulette è un album dal vivo del compositore jazz statunitense John Zorn, ed il primo album dal vivo (e terzo album complessivo) con la nuova formazione del gruppo musicale jazz statunitense Masada, chiamato New Masada Quartet. Fu pubblicato il 18 ottobre 2024 dalla Tzadik Records.

## Descrizione
I brani presenti su questo disco sono stati incisi su un'unica traccia priva di separazioni fra essi.

## Tracce
Musiche di John Zorn.
1. Live at Roulette – 52:56

Durata totale: 52:56

## Formazione
- John Zorn – sassofono contralto
- Julian Lage – chitarra elettrica
- Jorge Roeder – contrabbasso
- Kenny Wollesen – batteria